# 353 (tal)
353 är det naturliga talet som följer 352 och som följs av 354.

## Inom vetenskapen
- 353 Ruperto-Carola, en asteroid.

## Inom matematiken
- 353 är ett udda tal
- 353 är ett primtal
- 353 är ett defekt tal
- 353 är ett palindromtal i det decimala talsystemet
- 353 är ett Prothtal
- 353 är ett palindromprimtal